# Napnak fénye
A Napnak fénye című mű egy posztapokaliptikus regény, ahol a történet a III. világháború utáni Kínába kalauzol el bennünket, Goldman Júlia szokásos, humoros stílusában. Megjelent a Delta Vision gondozásában.